# Paz Vega
Pour les articles homonymes, voir Véga (homonymie), Campos et Trigo (homonymie).
 (décembre 2012).
Si vous disposez d'ouvrages ou d'articles de référence ou si vous connaissez des sites web de qualité traitant du thème abordé ici, merci de compléter l'article en donnant les références utiles à sa vérifiabilité et en les liant à la section « Notes et références ».
Paz Vega [paθ ˈβeɣa], nom de scène  de Paz Campos Trigo, née le 2 janvier 1976 à Séville en Espagne, est une actrice espagnole.

## Biographie
Paz Vega est la fille d'une mère femme au foyer et d'un père ancien torero. Étudiante en journalisme, elle abandonne l'université au bout de deux ans afin d'entamer une carrière d'actrice. Son pseudonyme Vega lui vient de sa grand-mère. Après deux ans à l'école d'art dramatique, elle décide de tenter sa chance à Madrid où elle travaille dans des bars tout en passant des auditions. De 1997 à 2000 elle interprète Laura, une jeune ingénue dans la série 7 Vidas. Au cinéma, elle marque les esprits avec ses premiers rôles dans Lucia et le Sexe (2001), Un lit pour quatre (2002) et Carmen (2003), sans oublier une inoubliable apparition muette dans Parle avec elle (2002).
Elle joue également dans plusieurs films américains, comme Spanglish de James L. Brooks en 2004, Une star dans ma vie (10 Items or Less) en 2006, un duo d’acteurs où elle donne la réplique à Morgan Freeman, ou encore Rambo: Last Blood en 2019.
Mariée à Orson Salazar en 2002, elle est mère de trois enfants : Orson (2007), Ava (2009) et Lenon (2010)[réf. nécessaire].

## Filmographie

### Cinéma
- 1997 : Más allá del jardín de Pedro Olea
- 1998 : Perdón, perdón de Manuel Ríos San Martín : Maria
- 1999 : Zapping de Juan Manuel Chumilla : Elvira
- 2000 : Jeu de rôles (Nadie conoce a nadie) de Mateo Gil : Ariadna
- 2000 : Raisons de vivre (Sobreviviré) d'Alfonso Albacete : Azafata
- 2000 : El chico en la puerta
- 2001 : Sólo mía de Javier Balaguer : Angela
- 2001 : Lucia et le Sexe (Lucia y el sexo) de Julio Medem : Lucia
- 2002 : Parle avec elle (Hable con ella) de Pedro Almodóvar : Amparo
- 2002 : El otro lado de la cama d'Emilio Martinez Lazaro : Sonia
- 2002 : Novo de Jean-Pierre Limosin : Isabelle
- 2003 : Carmen de Vicente Aranda : Carmen
- 2004 : Dis-moi oui (en) (Di que sí) de Juan Calvo : Estrella Cuevas
- 2004 : Spanglish de James L. Brooks : Flor
- 2006 : 10 Items or Less de Brad Silberling : Scarlet
- 2006 : Fade to Black d'Oliver Parker : Lea Padovani
- 2006 : Los Borgia d'Antonio Hernández : Caterina Sforza
- 2007 : Teresa, el cuerpo de Cristo de Ray Loriga : Sainte-Thérèse de Jésus
- 2007 : Le Mas des alouettes (La masseria delle allodole) de Paolo et Vittorio Taviani : Nunik
- 2008 : The Spirit de Frank Miller : Plâtre de Paris
- 2008 : Las seis mujeres de Henry Lefay de Howard Gould : Veronica
- 2009 : The Human Contract de Jada Pinkett Smith : Michael
- 2009 : Burning Palms de Christopher Landon : Blanca Juarez
- 2009 : Eyes of War de Danis Tanovic : Elena Morales
- 2009 : Not forgotten de Dror Soref : Amaya Bishop
- 2010 : L'Ange du mal (Vallanzasca - Gli angeli del male) de Michele Placido : Antonella d'Agostino
- 2011 : Cat Run (en) de John Stockwell : Catarina Rona
- 2012 : Maria de Nazaret de Giacomo Campiotti : Marie Madeleine
- 2012 : Madagascar 3 d'Eric Darnell : Yeguas (voix version espagnole)
- 2013 : The Jesuit (Espectro) d'Alfonso Pineda Ulloa : Marta
- 2013 : Les Amants passagers (Los amantes pasajeros) de Pedro Almodóvar : Alba
- 2014 : Secret d'État (Kill the Messenger) de Michael Cuesta : Coral Baca
- 2014 : El joven Paulo Coelho de Daniel Augusto : Luiza
- 2014 : La ignorancia de la sangre de Manuel Gomez Pereira : Consuelo
- 2014 : Grace de Monaco (Grace of Monaco) d'Olivier Dahan : Maria Callas
- 2015 : Tous les chemins mènent à Rome (All Roads Lead to Rome) d'Ella Lemhagen : Giulia Carni
- 2016 : La vida inmoral de la pareja ideal de Manolo Caro : Loles
- 2017 : Acts of Vengeance d'Isaac Florentine
- 2018 : The Bra de Veit Helmer : la femme oublieuse
- 2019 : Rambo: Last Blood d'Adrian Grunberg : Carmen Delgado
- 2019 : Ay, mi madre ! de Frank Ariza : Pili
- 2020 : Chasing Wonders de Paul Meins : Adrianna
- 2021 : La casa del caracol de Macarena Astorga : Berta
- 2021 : A todo tren. Destino Asturias de Santiago Segura : Clara
- 2021 : American Night d'Alessio Della Valle : Sarah Flores
- 2021 : El lodo d'Inaki Sanchez Arrieta : Claudia
- 2021 : Frente al tornado de Lindsay Gossling : Ana
- 2022 : There Are No Saints d'Alfonso Pineda Ulloa : Nadia
- 2022 : A todo tren 2. Si, les ha pasado otra vez d'Inés de Leon : Clara
- 2024 : Rita d'elle-même :
- 2015 : Emperor de Lee Tamahori : Mary

### Télévision
- 2012 : Le mille e una notte - Aladino e Sherazade (téléfilm) de Marco Pontecorvo : Namuna
- 2015 : Tes milliards m'appartiennent (Beautiful & Twisted) (téléfilm) de Christopher Zalla : Narcisa "Narcy" Véliz Pacheco
- 2016-2019 : The OA (série télévisée), 7 épisodes : Renata Duarte
- 2018 : Fugitiva (série télévisée), 9 épisodes : Magdalena "Magda" Escudero Pellicer
- 2023 : Kaleidoscope (série télévisée), 8 épisodes : Ava Mercer

## Voix françaises
- Ethel Houbiers[2] dans :
  - Le Mas des alouettes
  - Eyes of War
  - Madagascar 3 : Bons baisers d'Europe (voix)
  - Secret d'État
  - The OA (série télévisée)
  - Kaleidoscope (mini-série)
  - 1992 (mini-série)

Et aussi
- Barbara Delsol dans Lucia et le Sexe[2]
- Laura Blanc dans L'Ange du mal[2]
- Christine Braconnier dans Cat Run[2]
- Barbara Kelsch dans Acts of Vengeance[2]
- Nathalie Homs dans Fugitiva[2] (série télévisée)
- Rosa Ruiz dans Rambo: Last Blood
- Magali Mestre dans The Jesuit

## Distinctions
- 2002 : Trophée Chopard du festival de Cannes pour Lucia et le Sexe
- 2002 : Prix Goya du meilleur espoir féminin pour Lucia et le Sexe